# Un Américain à Rome
Pour le film américano-italien de George Sherman et Giuliano Carnimeo sorti en 1964, voir Un Américain à Rome (film, 1964).
Pour plus de détails, voir Fiche technique et Distribution.

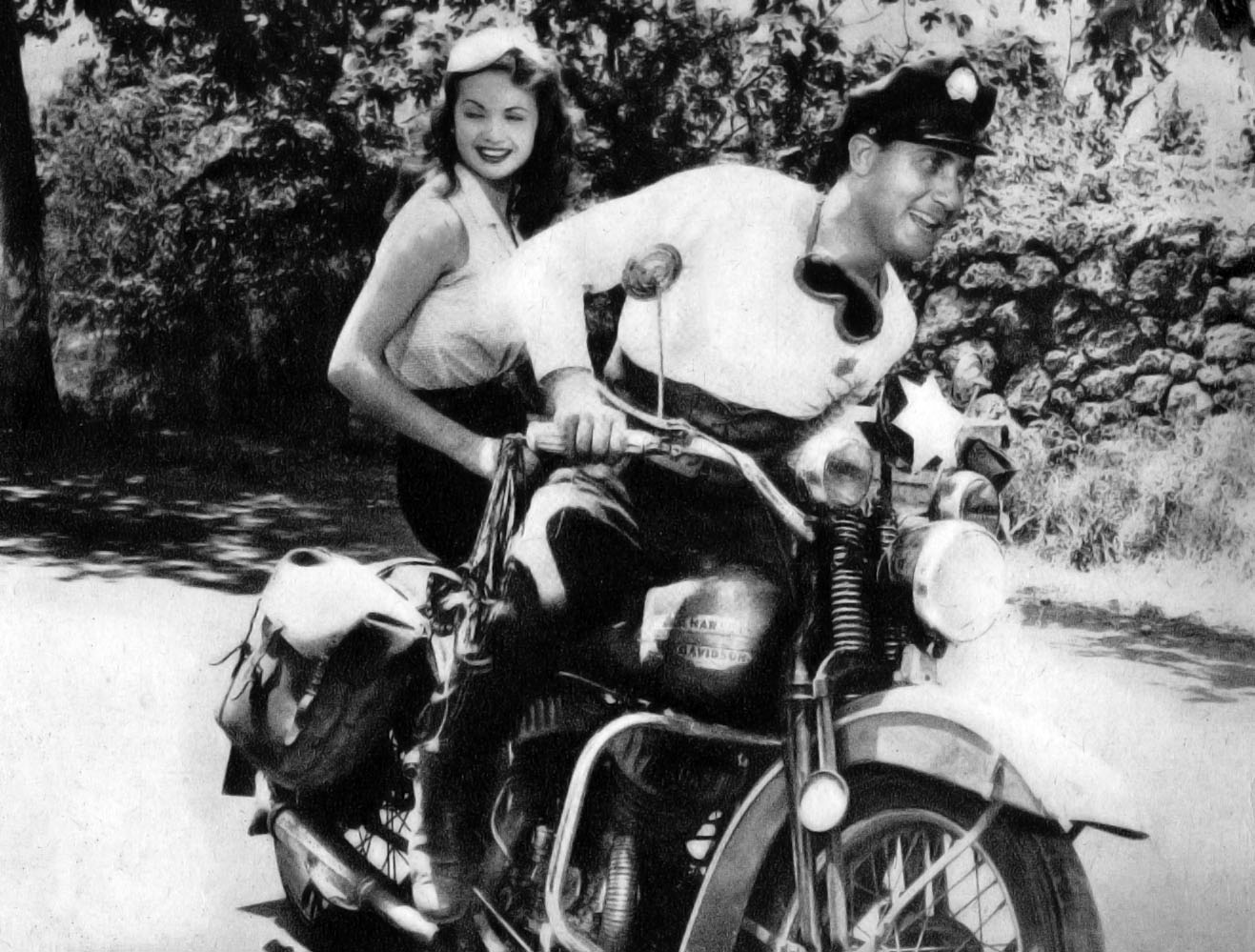
Albero Sordi et Maria-Pia Casilio sur une Harley-Davidson.

Un Américain à Rome  (Un americano a Roma) est un film italien réalisé par Steno, sorti en 1954.

## Synopsis
Le film se déroule à Rome après la Seconde Guerre mondiale. Fernando « Nando » Mericoni  (Alberto Sordi) a un penchant pour tout ce qui vient des États-Unis, les films (son grand héros est John Wayne), le sport (il porte une casquette aux insignes de Joe Di Maggio), la nourriture (ketchup, pop-corn, chewing-gum) et la langue. Il prétend connaître l'anglais, mais ne parle qu'un vulgaire charabia. Il installe un refroidisseur d'eau dans sa chambre, comme il l'a vu à l'ambassade américaine. Toute sa vie est une parodie risible de la vie américaine. Le but ultime de Nando est d'aller en Amérique. Inspiré par le film de Henry Hathaway, Quatorze heures (1951), il monte sur le plus haut mur du Colisée devant une foule de spectateurs, menaçant de sauter si son visa ne lui est pas accordé par l'ambassade des États-Unis.

## Fiche technique
Sauf indication contraire, les informations mentionnées dans cette section peuvent être confirmées par la base de données cinématographiques IMDb,  présente dans la section « Liens externes ».
- Titre français : Un Américain à Rome[1]
- Titre original : Un americano a Roma
- Réalisateur : Steno
- Scénario : Sandro Continenza, Lucio Fulci, Ettore Scola, Alberto Sordi, Steno
- Scénographie : Piero Filippone
- Producteur :  Carlo Ponti, Dino De Laurentiis
- Photographie : Carlo Montuori
- Montage : Giuliana Attenni
- Musique : Angelo Francesco Lavagnino
- Maison de production : Excelsa Film, Ponti - De Laurentiis
- Distribution : Minerva Film
- Pays de production :  Italie
- Langue de tournage : italie
- Format : Noir et blanc - Son mono
- Durée : 94 min
- Genre : Comique
- Dates de sortie :
  - Italie : 17 décembre 1953 (Rome)
  - Espagne : 27 juillet 1959

## Distribution
- Alberto Sordi : Ferdinando Nando Mericoni, dit Santi Bailor
- Maria-Pia Casilio : Elvira
- Giulio Calì : Mario Mericoni
- Anita Durante : Margherita Anigretti
- Ilse Petersen : Molly Brooks
- Carlo Delle Piane : Romolo Pellacchioni
- Rocco D'Assunta : commissaire
- Ivy Nicholson : amie de Molly
- Charles Fawcett : mr Brooks
- Archibald Layall : ambassadeur américain
- Caterine Alcajde : première ballerine
- Galeazzo Benti : Fred Buonanotte
- Leopoldo Trieste : spectateur
- Cristina Fantoni : spectatrice
- Marcello Giorda : spectateur âgé devant la télévision
- Carlo Mazzarella : secrétaire d’ambassade
- Vincenzo Talarico (en) : notable Borgiani
- Tecla Scarano : épouse de notable
- Ursula Andress : Astrid Sjostrom, l'actrice
- Ignazio Leone : Verdolini, le réalisateur
- Carlo Loffredo : chef de l'orchestre de jazz
- Giulio Calì : père de Nando

## Autour du film
Le personnage de Nando Moriconi est né d'un précédent film, Les Gaîtés de la correctionnelle du même réalisateur et apparaîtra à nouveau en 1975 dans Di che segno sei ? où il tient dans ces deux films un second rôle.